# Easy Livin'
Easy Livin' è un singolo del gruppo musicale britannico Uriah Heep, pubblicato nell'agosto 1972 come secondo estratto dal quarto album in studio Demons & Wizards.

## Successo commerciale
Il singolo ottenne successo in Europa e Nord America.

## Cover
Numerosi sono stati gli artisti internazionali che hanno realizzato numerose cover del brano tra cui:
- Gli W.A.S.P. nel 1986 che l'hanno inserita nell'album Inside the Electric Circus.
- Gli Angel Dust nel 1998 che l'hanno inserita nell'album Border of Reality
- D. C. Cooper nel 1999 che l'ha inserita nel suo album omonimo.